# Олексій (ім'я)
Олексі́й (від давньогрецької αλέξω — захищати, оберігати) — українське чоловіче ім'я.
- Розмовні та зменшувальні форми: Оле́кса, Олексі́єнько, Олексі́єчко, Оле́ксик, Оле́ксьо, Оле́сь, Оле́шко, Ле́сик, Лесь, Лексі́йко, Лексі́єчко[1].

- По батькові — Олексійович, Олексіївна.

- Іменини: 25 лютого; 30 березня; 7 травня; 2 червня; 18 жовтня; 6 грудня; 8 грудня

.

## Олексій іншими мовами
- англ. Alexis, Oleksij, Oleksi
- білор. Аляксей
- грец. Αλέξιος
- ісп. Alejo
- італ. Alessio
- лат. Alexius
- нім. Alexei, Alexej, (Alex)
- пол. Aleksy, Aleks
- рос. Алексей, Алексий
- фін. Aleksis, Aleksi
- фр. Alexis
- чес. Alexej

## Відомі носії

### Святі
- Святий Олексій — християнський святий, преподобний
- Алексій — один з константинопольських мучеників, який постраждав при іконоборстві 730 року.
- Алексій (митрополит) (бл. 1295—1378) — православний святий, святитель, митрополит Київський та всієї Русі.
- Царевич Олексій (Олексій Миколайович Романов) — православний святий.
- Олексій Зарицький (1912 — 1963) — греко-католицький священик, мученик, беатифікований 27 червня 2001 року у Львові.

### Церковні діячі
- Олексій (Дородніцин) — український православний церковний діяч, один з організаторів утворення УАПЦ.
- Алексій I (Сергій Володимирович Сіманський) — Патріарх Московський та всієї Русі.
- Алексій II (Олексій Михайлович Рідігер) — Патріарх Московський та всієї Русі.

### Державні діячі
- Олексій IV Ангел — візантійський імператор з 1203 по 1204 р.р.
- Олексій I Комнін — візантійський імператор 1081-1118.
- Олексій III Ангелос — візантійський імператор 1195-1203.
- Олексій Михайлович — другий цар Московії.
- Розумовський Олексій Григорович — російський генерал-фельдмаршал українського походження. Чоловік Єлизавети Петрівни та брат Кирила Розумовського.
- Розумовський Олексій Кирилович — державний діяч Російської імперії, син останнього гетьмана України Кирила Розумовського.

### Військовики
- Олексій Берест (1921 — 1970) — Герой України, лейтенант Червоної Армії, що встановив, разом з М. Єгоровим та М. Кантарією, Прапор Перемоги на даху німецького Рейхстагу.
- Кузьма Олексій — сотник УГА, учасник листопадових боїв 1918 р. у Львові.
- Олексій Інокентійович Антонов (1896  — 1962) — радянський воєначальник, генерал армії, у роки війни начальник Генерального штабу Червоної армії.

### Авіаконструктори
- Олексій Андрійович Туполєв (1925 — 2001) — авіаконструктор, академік Російської академії наук, Герой Соціалістичної Праці, доктор технічних наук

### Письменники
- Олексій Костянтинович Толстой (1817 — 1875) — російський письменник, граф. Сприяв визволенню Шевченка.
- Олексій Костянтинович Лозина-Лозинський (1886 — 1916) — російський поет, прозаїк, критик.
- Олексій Варавва Петрович (1887 — 1889) — український письменник, член об'єднання «Слово».
- Олексій Толстой Миколайович (1883 — 1945) — російський письменник. Написав відому дитячу казку "Пригоди Буратіно".
- Олексій Пєшков — російський письменник, більше відомий за ім'ям Максим Горький.
- Олексій Венедиктович Кожевников — російський радянський письменник. Написав «Книгу билиць і небилиць про ведмедів і ведмедиць».
- Олекса Наумович Синявський —  визначний український мовознавець і педагог, провідний діяч у нормуванні української літературної мови (1917—1933).

### Художники
- Олексій Олексійович Шовкуненко (1884 — 1974) — український маляр-аквалеріст, портретист, з 1944 р. Народний художник СРСР.

### У творах мистецтва
- Альоша Попович — билинний богатир Київської Русі.